# Cabeceiras de Basto
Pour les articles homonymes, voir Basto.
Cabeceiras de Basto est une municipalité (en portugais : concelho ou município) du Portugal, située dans le district de Braga et la région Nord.

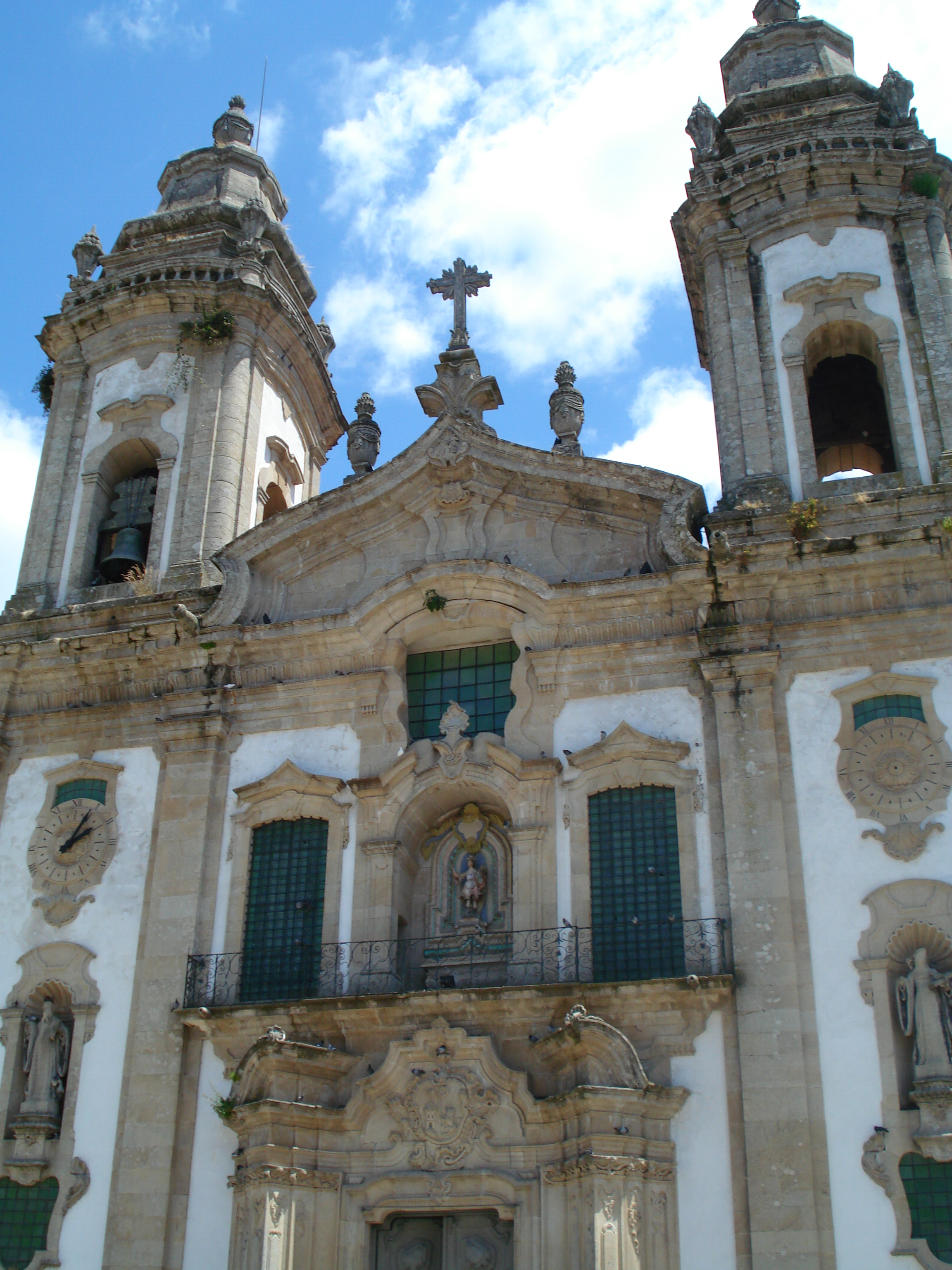
Le Monastère de Cabeceiras de Basto

## Géographie
Cabeceiras de Basto est limitrophe :
- au nord, de Montalegre,
- au nord-est, de Boticas,
- à l'est, de Ribeira de Pena,
- au sud-est, de Mondim de Basto,
- au sud, de Celorico de Basto,
- à l'ouest, de Fafe,
- au nord-ouest, de Vieira do Minho.

## Démographie
| 1801  | 1849   | 1900   | 1930   | 1960   | 1981   | 1991   | 2001   | 2004   |
| ----- | ------ | ------ | ------ | ------ | ------ | ------ | ------ | ------ |
| 8 224 | 14 087 | 16 284 | 17 273 | 21 141 | 18 997 | 16 368 | 17 846 | 17 775 |

| 2011   | - | - | - | - | - | - | - | - |
| ------ | - | - | - | - | - | - | - | - |
| 16 710 | - | - | - | - | - | - | - | - |

## Subdivisions

Localisation de Cabeceiras de Basto

La municipalité de Cabeceiras de Basto groupe 17 paroisses (freguesia, en portugais) :
- Abadim
- Alvite
- Arco de Baúlhe
- Basto
- Bucos
- Cabeceiras de Basto
- Cavez, auparavant Cavês
- Faia (pt)
- Gondiães
- Outeiro
- Painzela
- Passos
- Pedraça
- Refojos de Basto
- Rio Douro
- Vila Nune
- Vilar de Cunhas

## Jumelages
La ville est jumelée avec :
- Neuville-sur-Saône (France)
- Rives-sur-Fure (France)
- Sury-le-Comtal (France)

## Personnalités liées à la Ville
- Sénorine de Basto († 982), abbesse bénédictine canonisée par l'Église catholique[2].